# Koh Lanta (île)
Pour les articles homonymes, voir Koh Lanta.
 (septembre 2020).
Si vous disposez d'ouvrages ou d'articles de référence ou si vous connaissez des sites web de qualité traitant du thème abordé ici, merci de compléter l'article en donnant les références utiles à sa vérifiabilité et en les liant à la section « Notes et références ».
Ko Lanta (en thaï : เกาะลันตา) est une île côtière de la mer d'Andaman située au sud de la Thaïlande, dans la province de Krabi. Elle se divise en deux îles séparées par une mangrove, Ko Lanta Noi au nord et Ko Lanta Yai au sud, cette dernière concentrant les installations touristiques. Un pont entre les deux îles est inauguré le 22 avril 2016. Encore relativement préservée, une partie de l'archipel, dont la pointe méridionale de Ko Lanta Yai ainsi que de nombreux îlots incluant ko Rok Nok et ko Rok Nai, est classée depuis 1990 en parc national, le parc national de Mu Ko Lanta.
L'île de Ko Lanta a donné son nom à la célèbre émission de télé-réalité française Koh-Lanta mais, en réalité, le tournage de la saison 1 intitulée Les Aventuriers de Koh-Lanta a eu lieu plus exactement sur le petit archipel de Ko Rok situé à 26 km au sud de Ko Lanta au sein du parc national de Mu Ko Lanta.

## Histoire
À l'origine, l'île portait le nom de Pulau Satak, « l'île de la longue plage » en malais, nom qui atteste la présence importante d'une communauté malaise arrivée il y a près de 300 ans. Elle ne prit officiellement le nom de Ko Lanta qu'en 1917. Ce nom, à l'étymologie incertaine, viendrait du javanais lanta qui désignerait un ustensile servant à griller le poisson. Le nom pourrait plus probablement provenir du thaï lan taa qui associé à koh se traduirait par « l'île au  million d'yeux ».
Plusieurs découvertes archéologiques ont attesté que l'île a été fréquentée dès la Préhistoire.
Ko Lanta est gravement touchée par le tsunami du 26 décembre 2004.

## Transports
Ko Lanta est facilement accessible grâce à de solides infrastructures de transport. Il est possible d'y arriver en combinant plusieurs moyens de transport, comme l'avion, le bus, le train, et le ferry. Les aéroports les plus proches sont ceux de Krabi, Phuket, Trang et Hat Yai, desservis par des compagnies low-cost. Des liaisons en van, bus, taxis, et ferry facilitent également l'accès à l'île depuis ces points de départ.

## Démographie
En 2020, Ko Lanta Yai compte 20 000 habitants.

## Géographie
Située au cœur d'un archipel côtier d'une cinquantaine d'îles à qui elle a donné son nom, Ko Lanta est en réalité constituée de deux ensembles séparés l'un de l'autre par un étroit bras de mer sablonneux. La partie nord de l'île est ainsi appelées Ko Lanta Noi et la partie sud Ko Lanta Yai. 

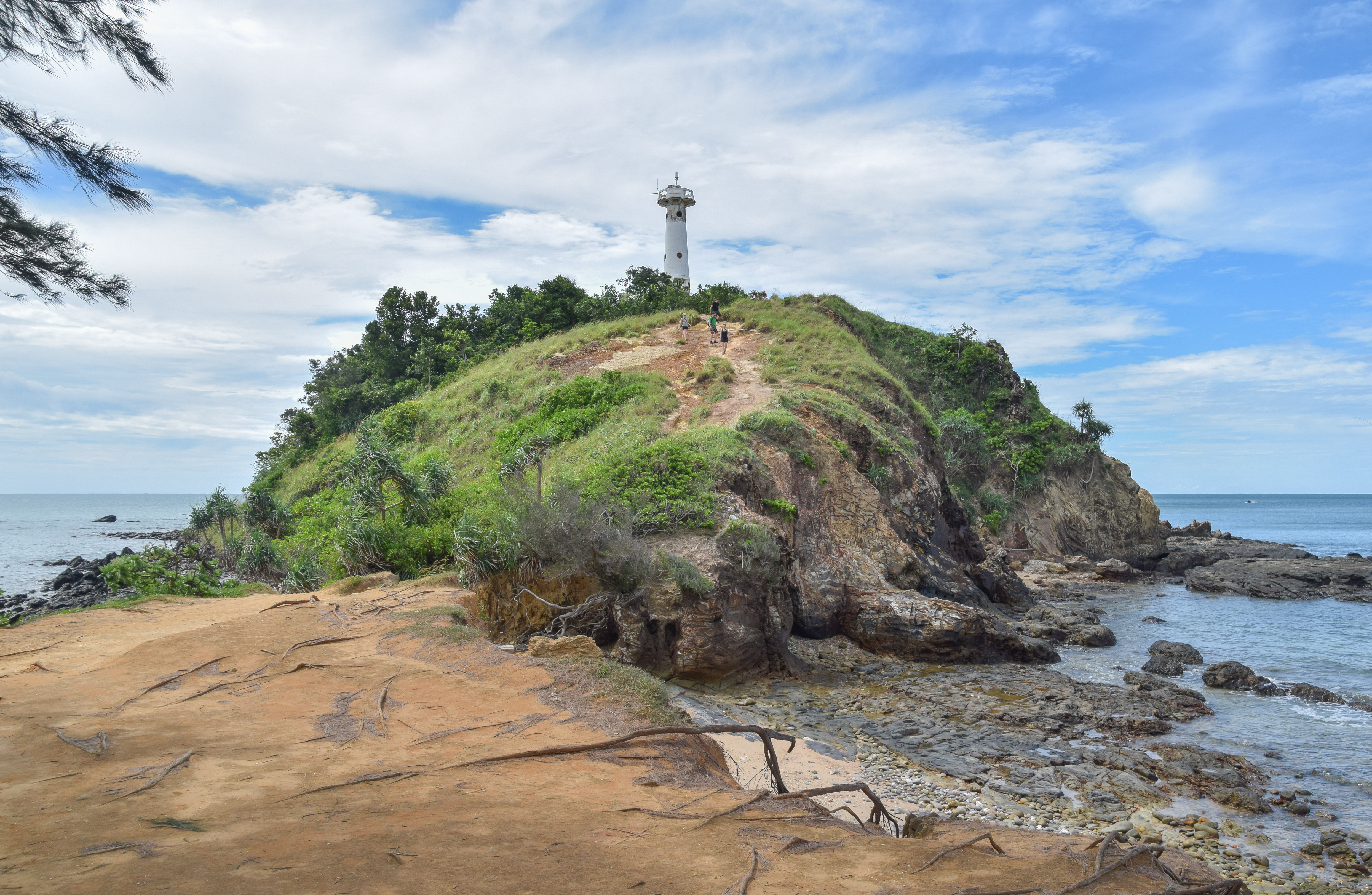
Phare du cap Lamtanod (แหลม โตนด) au sud de l'île de ko Lanta Yai
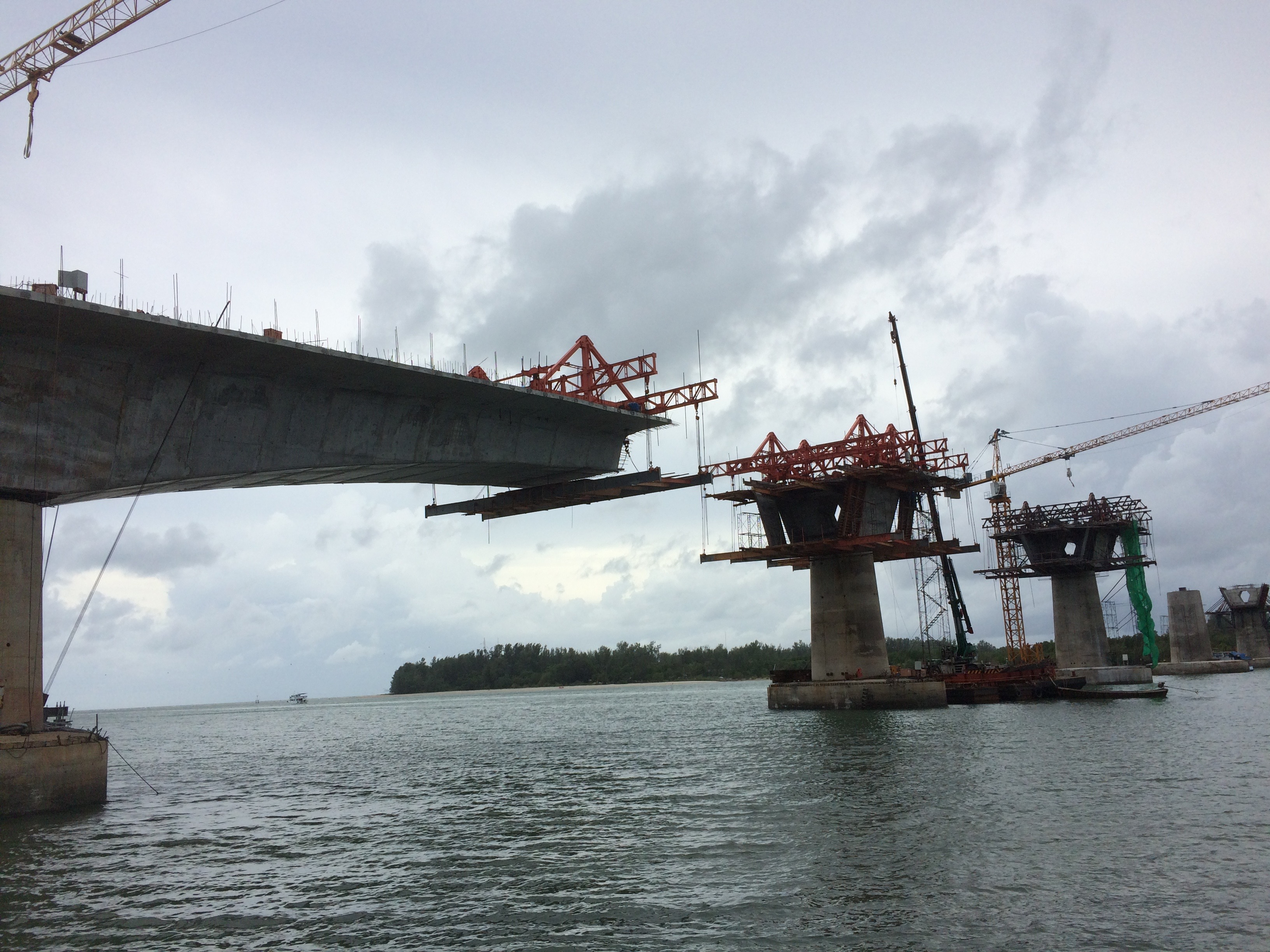
Pont en construction en 2015 entre les îles de Ko Lanta Noi et Ko Lanta Yai.
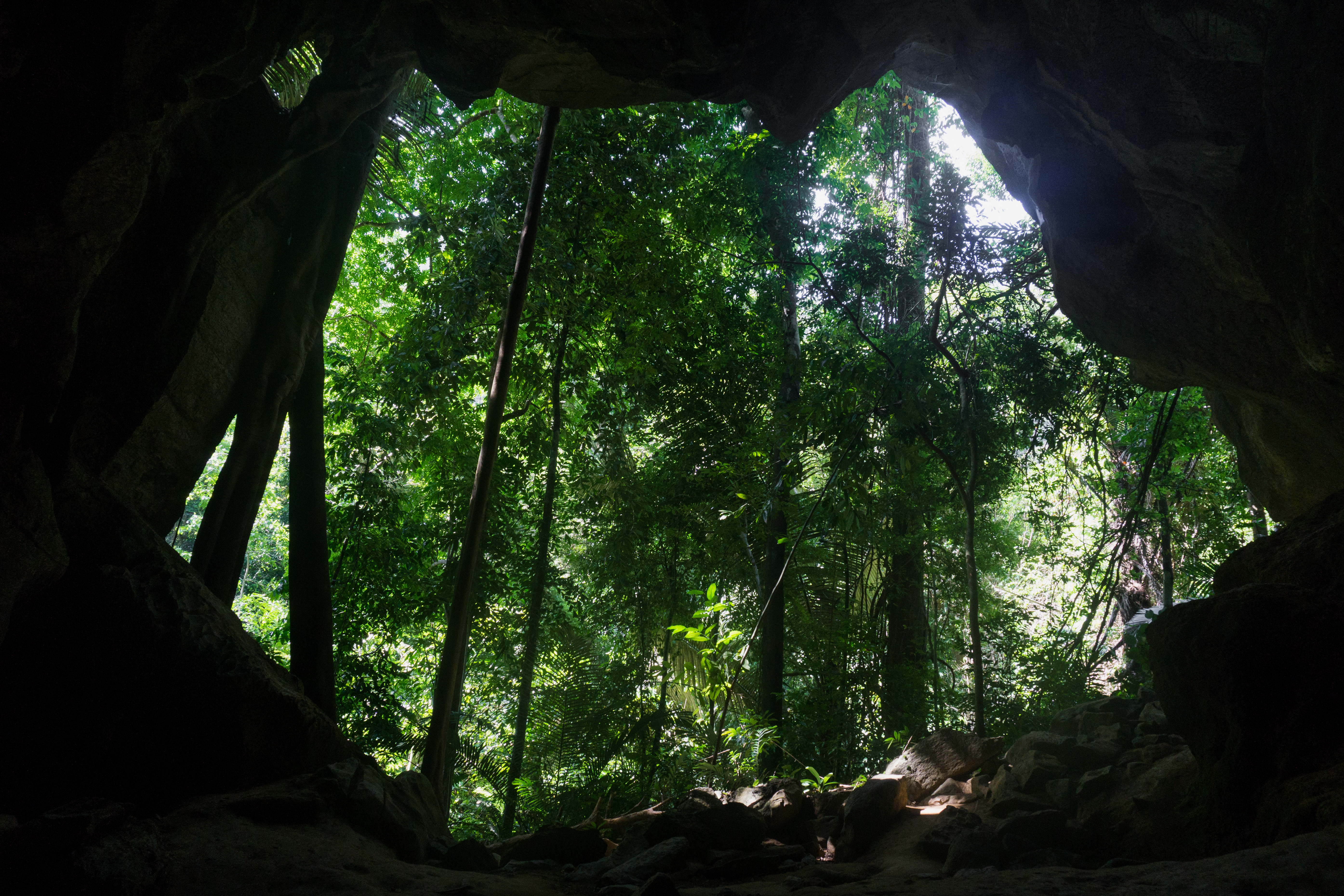
Une grotte, repaire de chauves-souris et forêt tropicale humide avec des arbres de 15 à 25 m de haut.
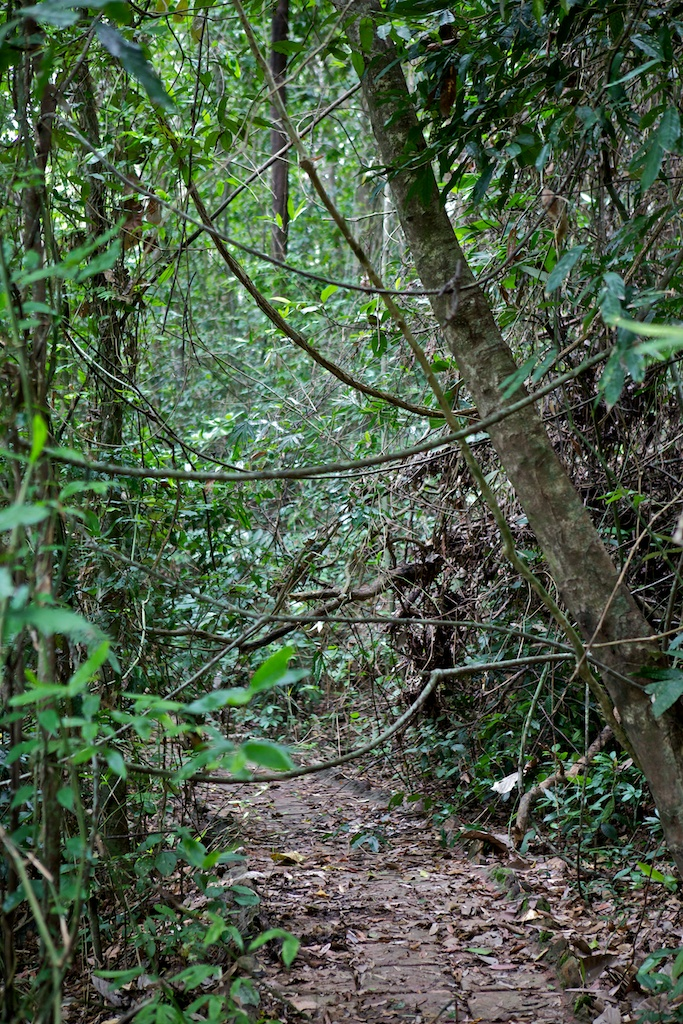
Sentier de randonnée envahi par la végétation luxuriante.

Quand on parle de Ko Lanta, on fait en général référence à l'île de Ko Lanta Yai, île longue de 30 km sur 6 km de large.
Marquée par un relief de monts calcaires moyennement accidenté et couverte de forêts tropicales humides denses, l'île comporte de nombreux cours d'eau, des grottes, quelques mangroves, des plages de rochers et de belles plages de sable blanc d'origine corallienne.

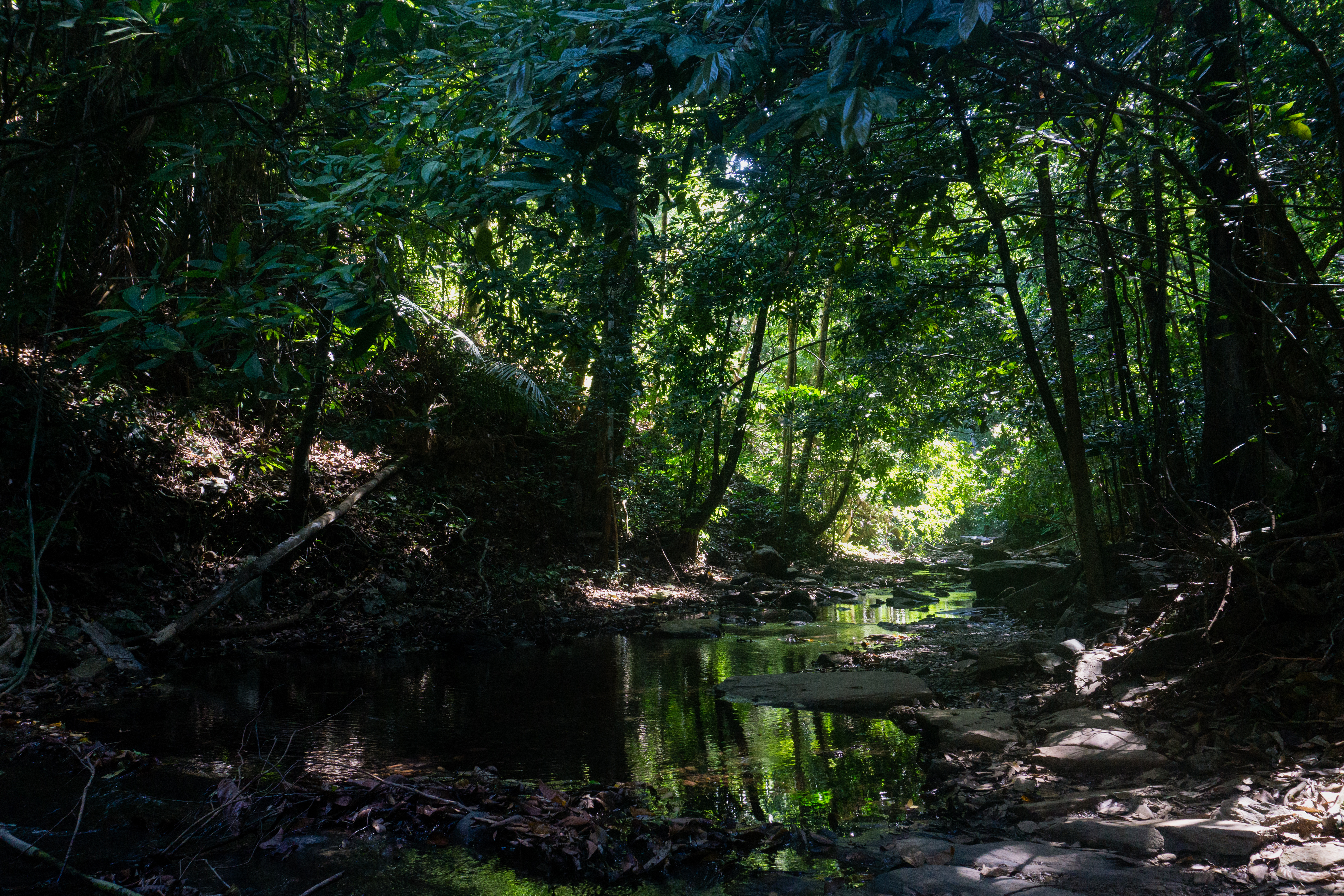
Forêt tropicale et cours d'eau
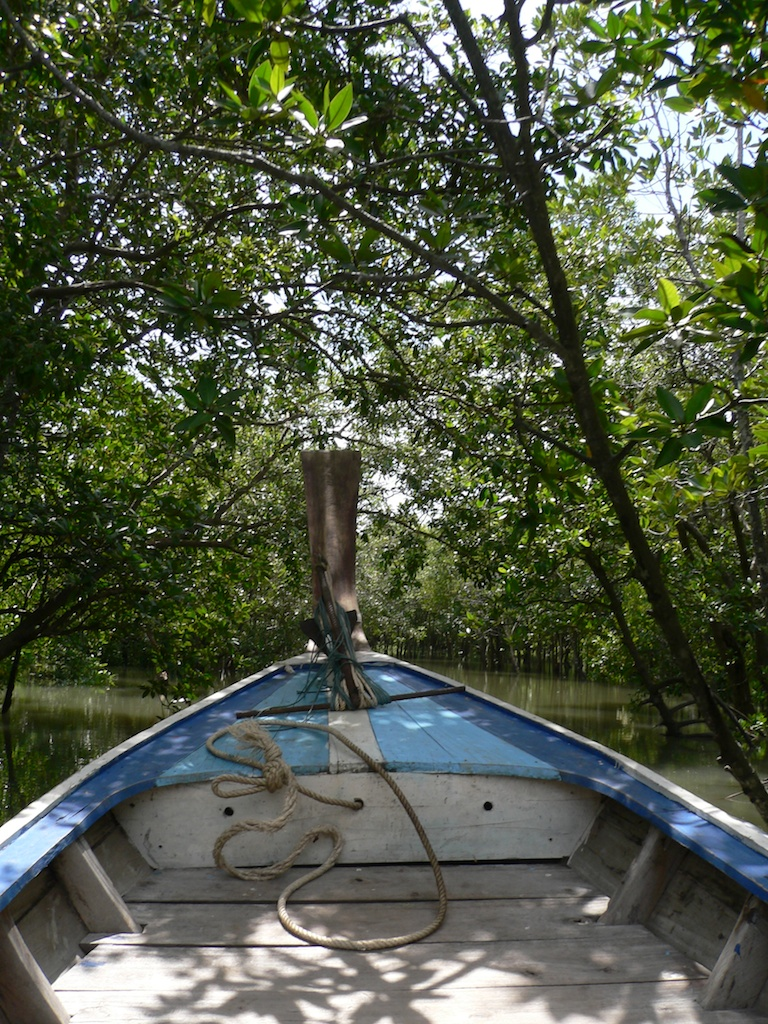
Mangrove
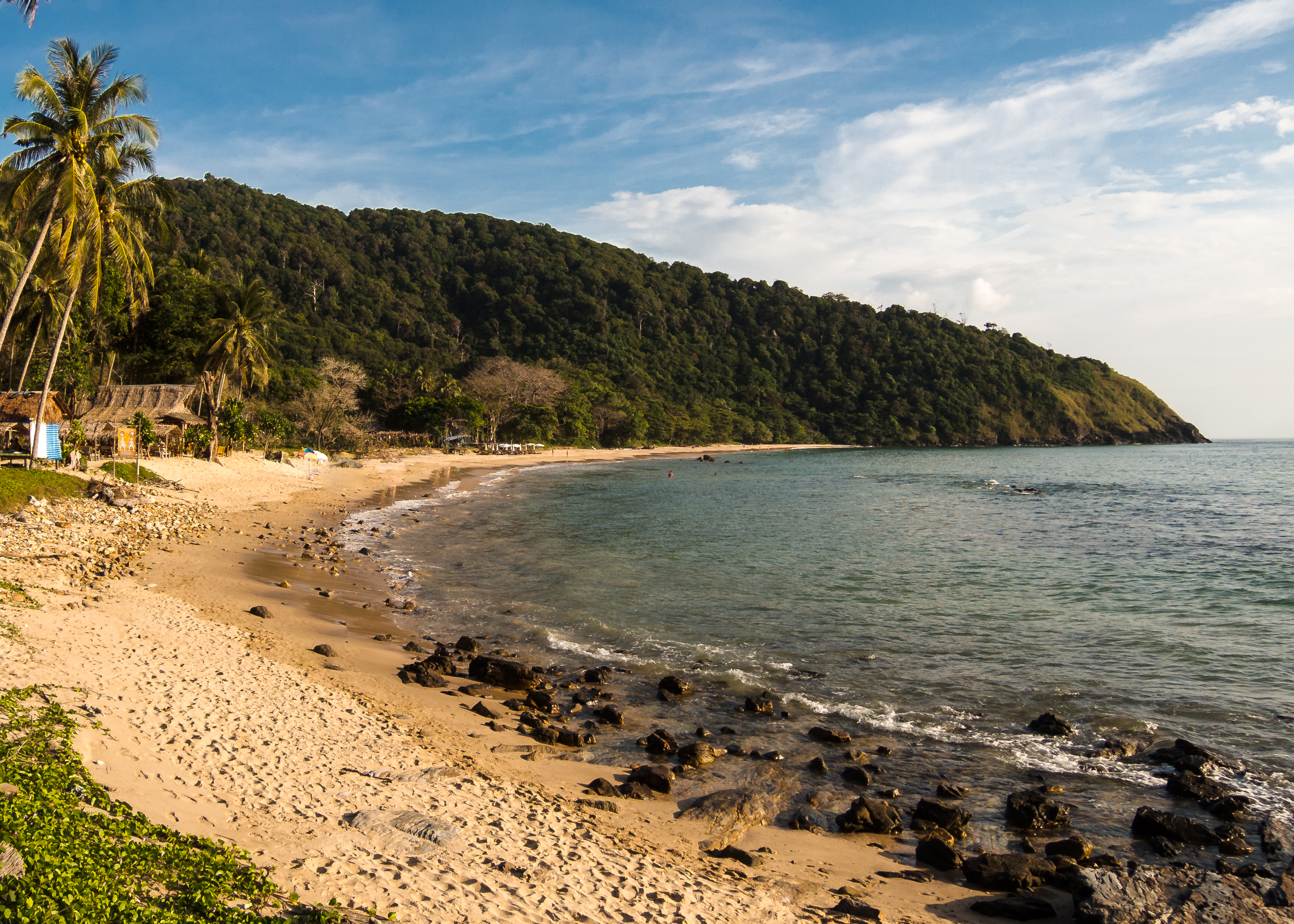
Plage de sable blanc et rochers
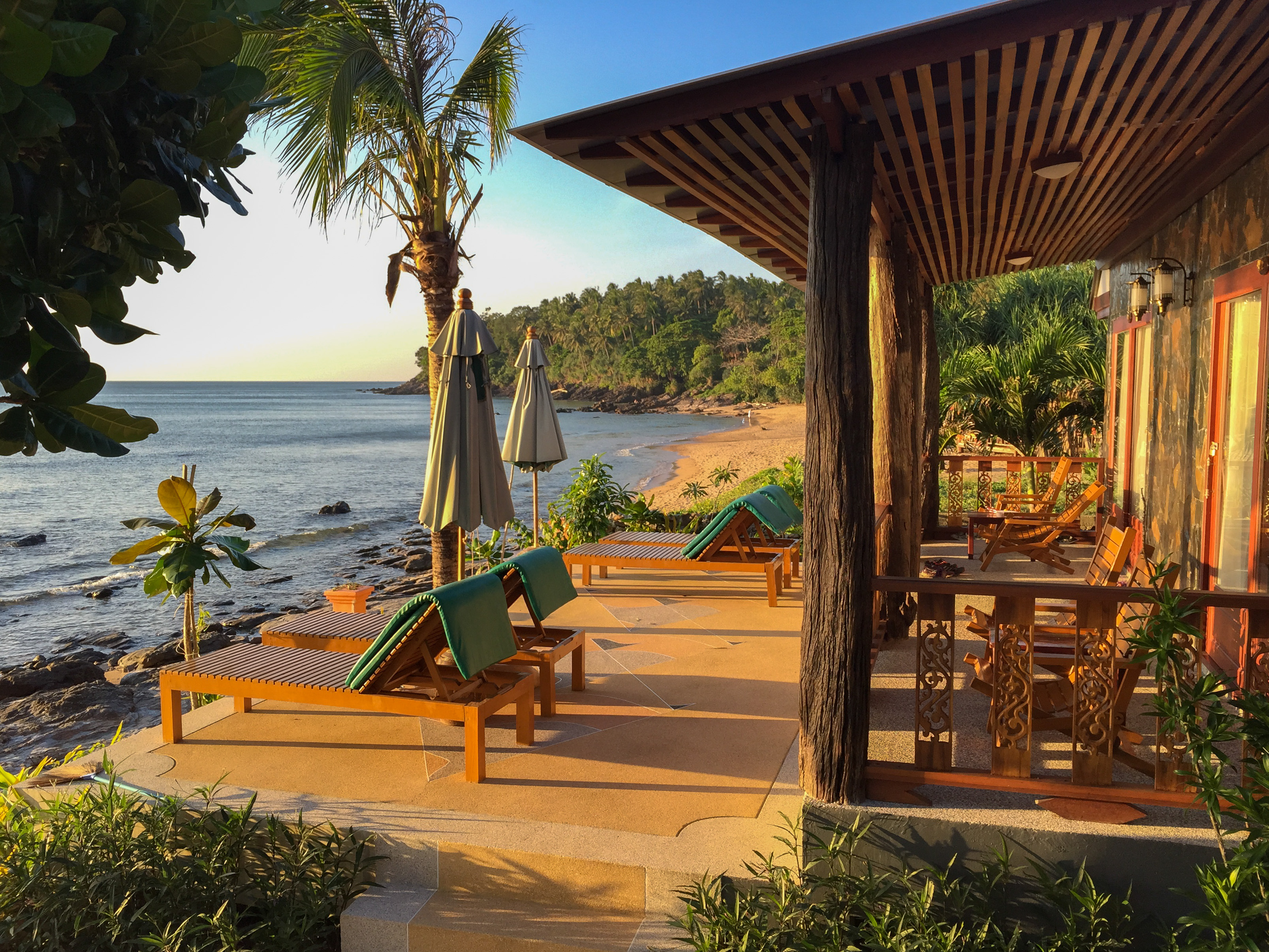
Maison au bord de la mer

## Administration

Lanta Old Town
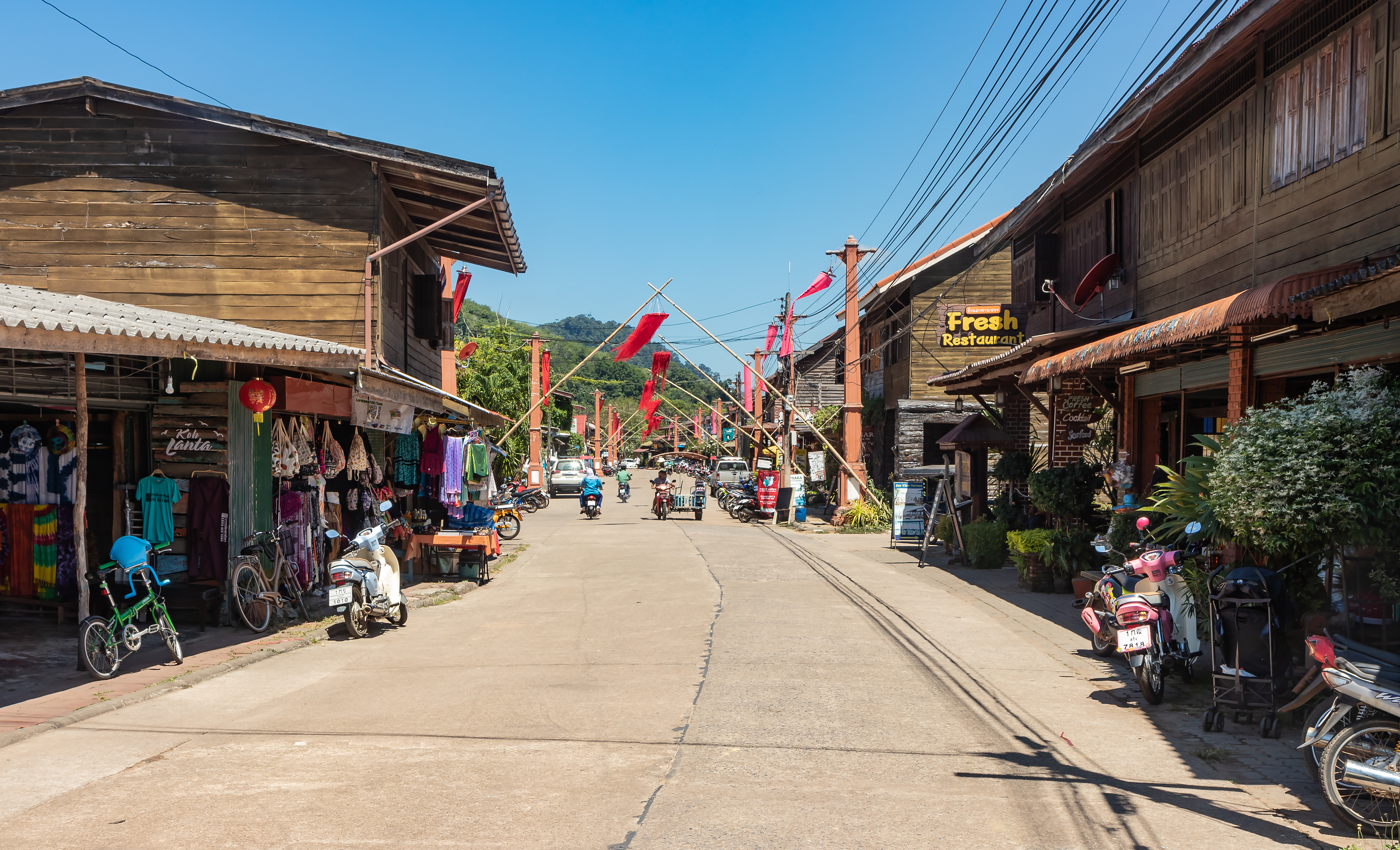
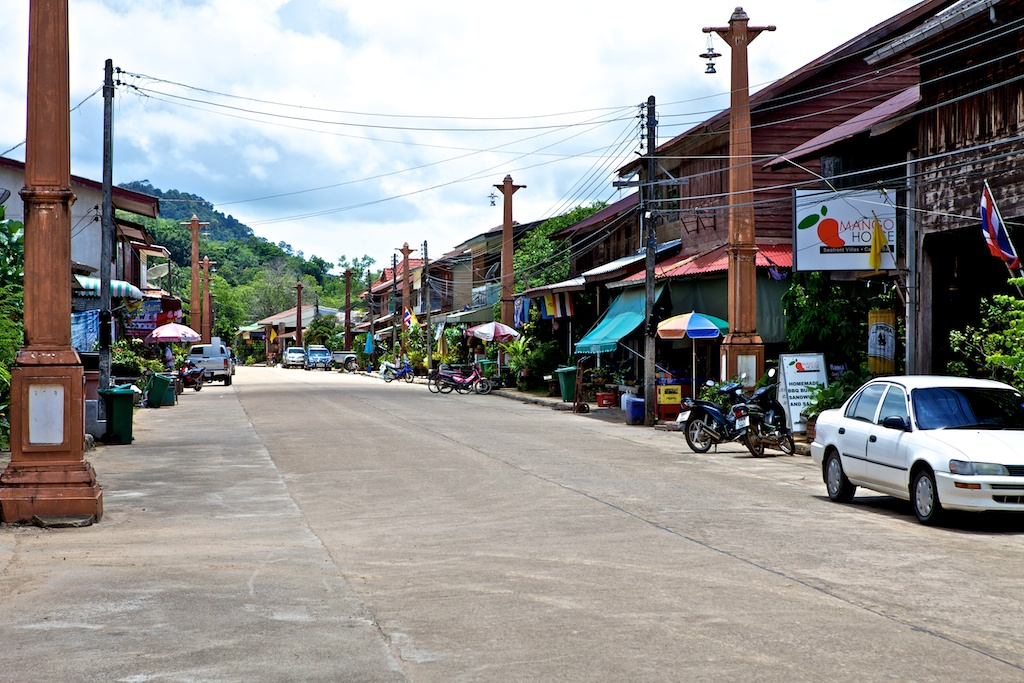
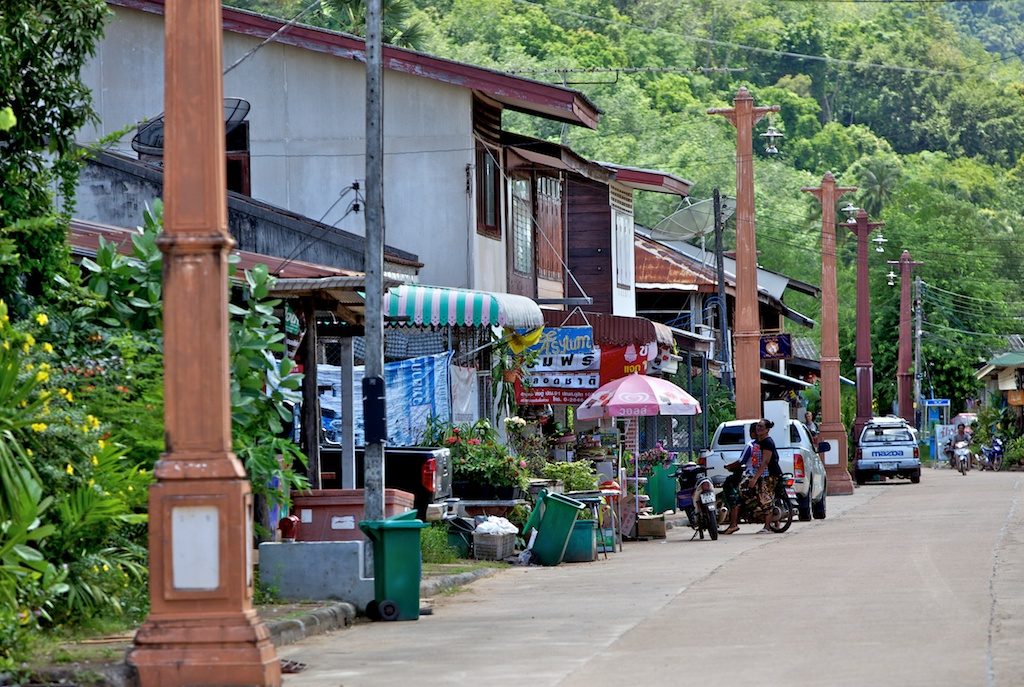
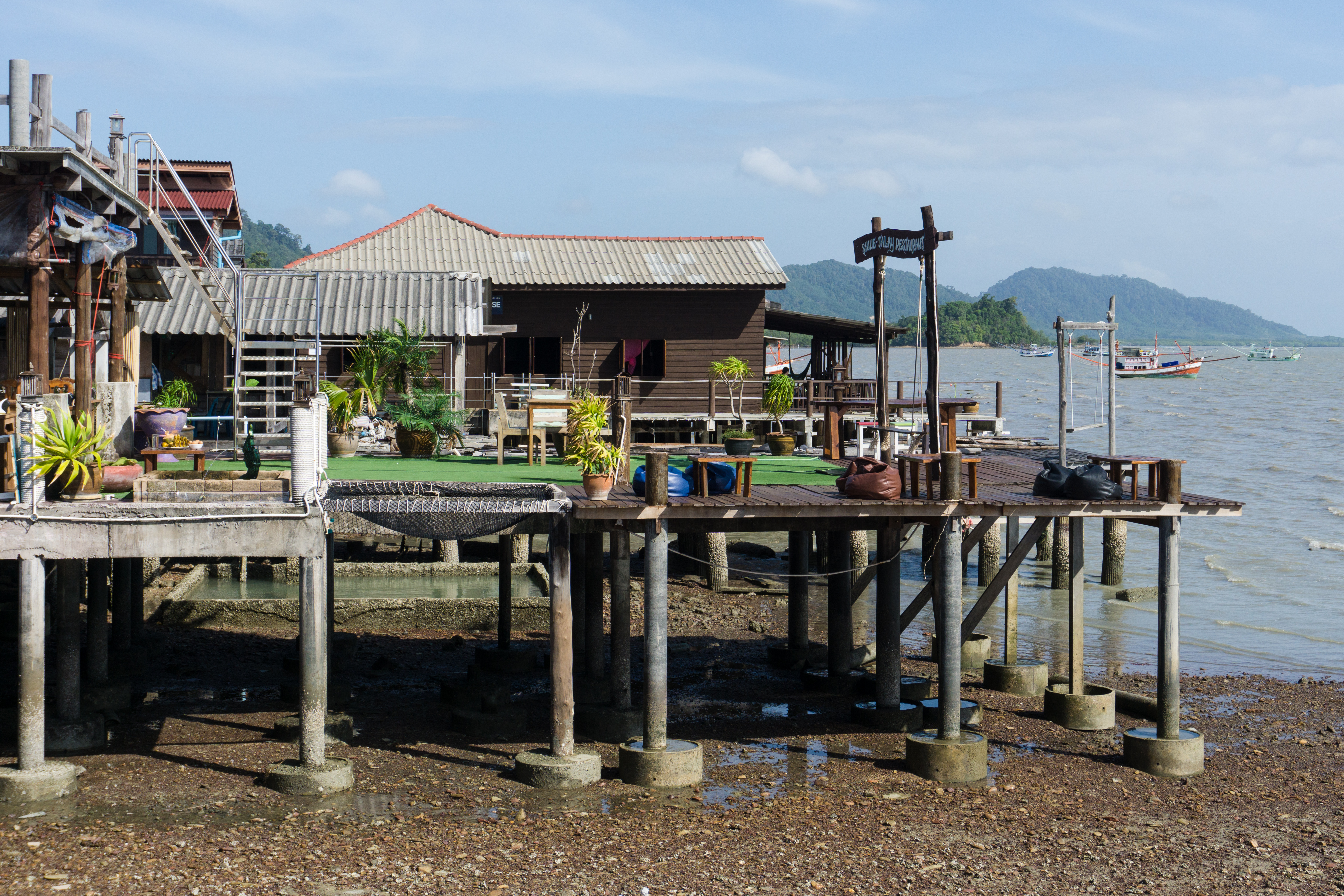
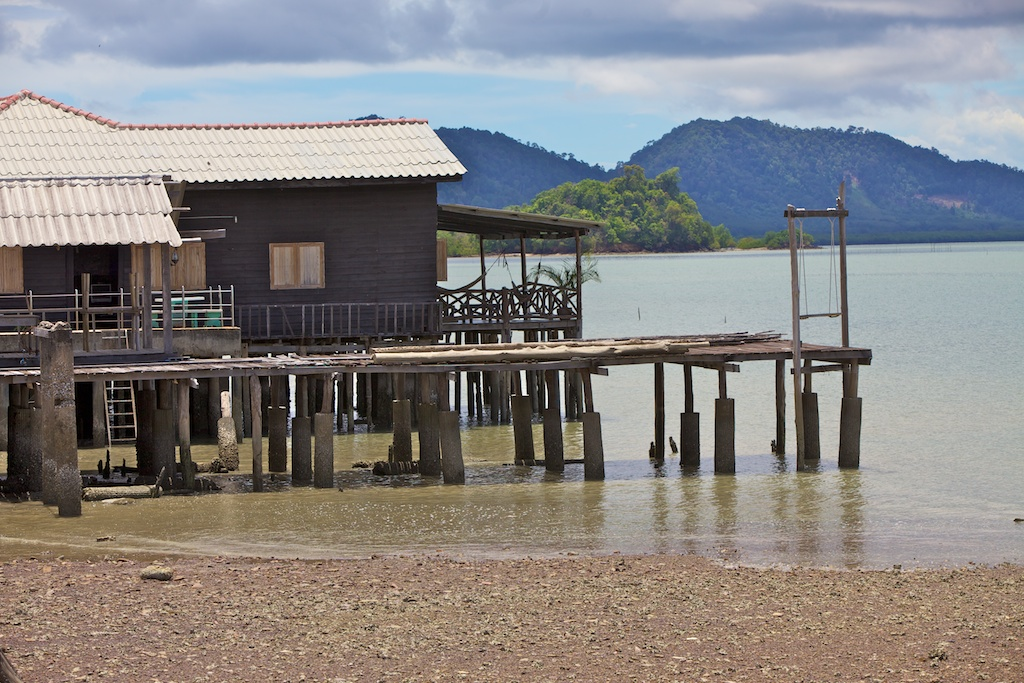

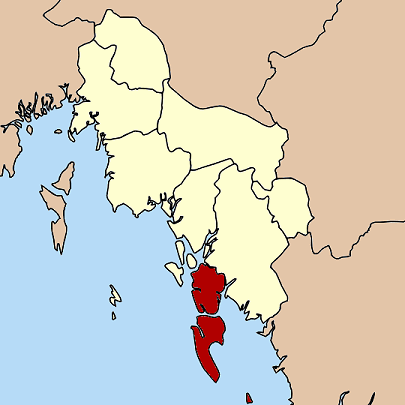
District de Ko Lanta dans la province de Krabi.
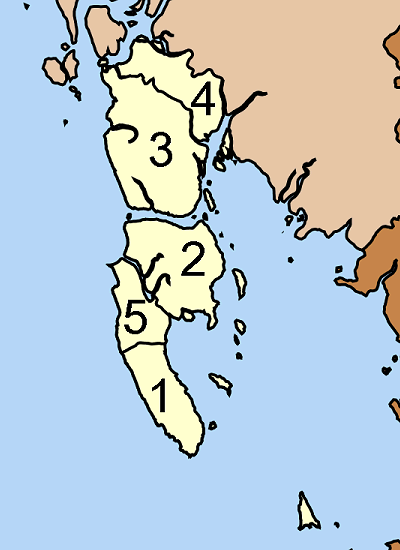
District de Ko Lanta avec les tambon de Ko Lanta Noi (2), de Sala Dan (5) et de Ko Lanta Yai (1).

En 2005, on comptait sur l'île 15 233 habitants regroupés en 21 villages (muban). Ces villages sont réunis au sein de sous-districts (tambon), au nombre de trois sur l'île : le sous-district de Ko Lanta Noi (เกาะลันตาน้อย) au nord, le sous-district de Sala Dan (ศาลาด่าน) au centre, et le sous-district de Ko Lanta Yai (เกาะลันตาใหญ่) au sud. Avec deux autres sur le continent, ces sous-districts forment, le district de Ko Lanta (amphoe), un des huit que compte la province de Krabi. 
En 2014, l'île de Ko Lanta Yai comptait près de 20 000 habitants.

Les deux villages principaux sont Ban Saladan, une petite ville sans beaucoup de charme où débarque le ferry et qui offre toutes les facilités : marché, agence de voyage, école de plongé... et Ban Lanta, appelé aussi Lanta Old Town, un charmant village de pêcheurs avec de nombreuses vieilles maisons en bois sur pilotis.

Ban Saladan
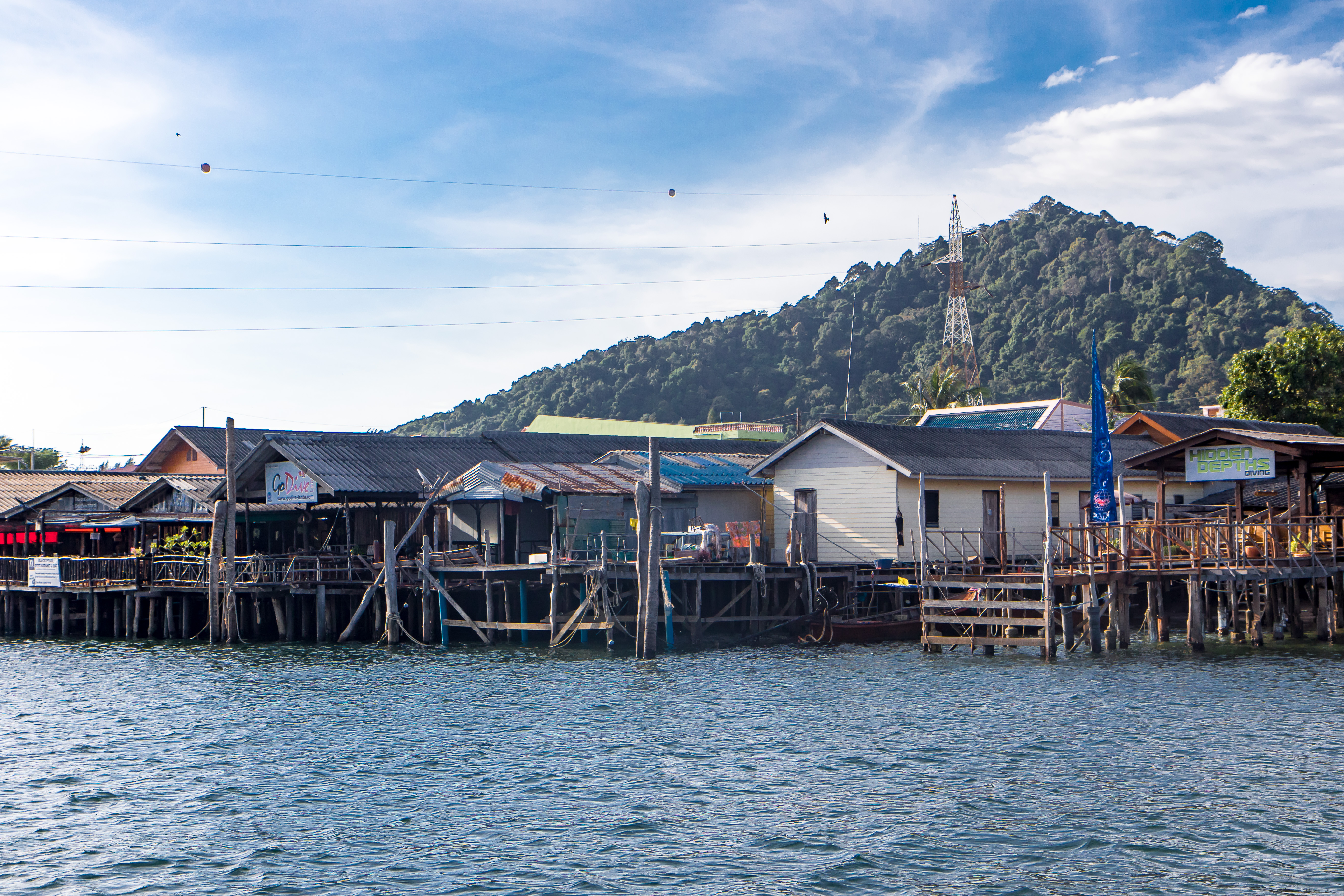
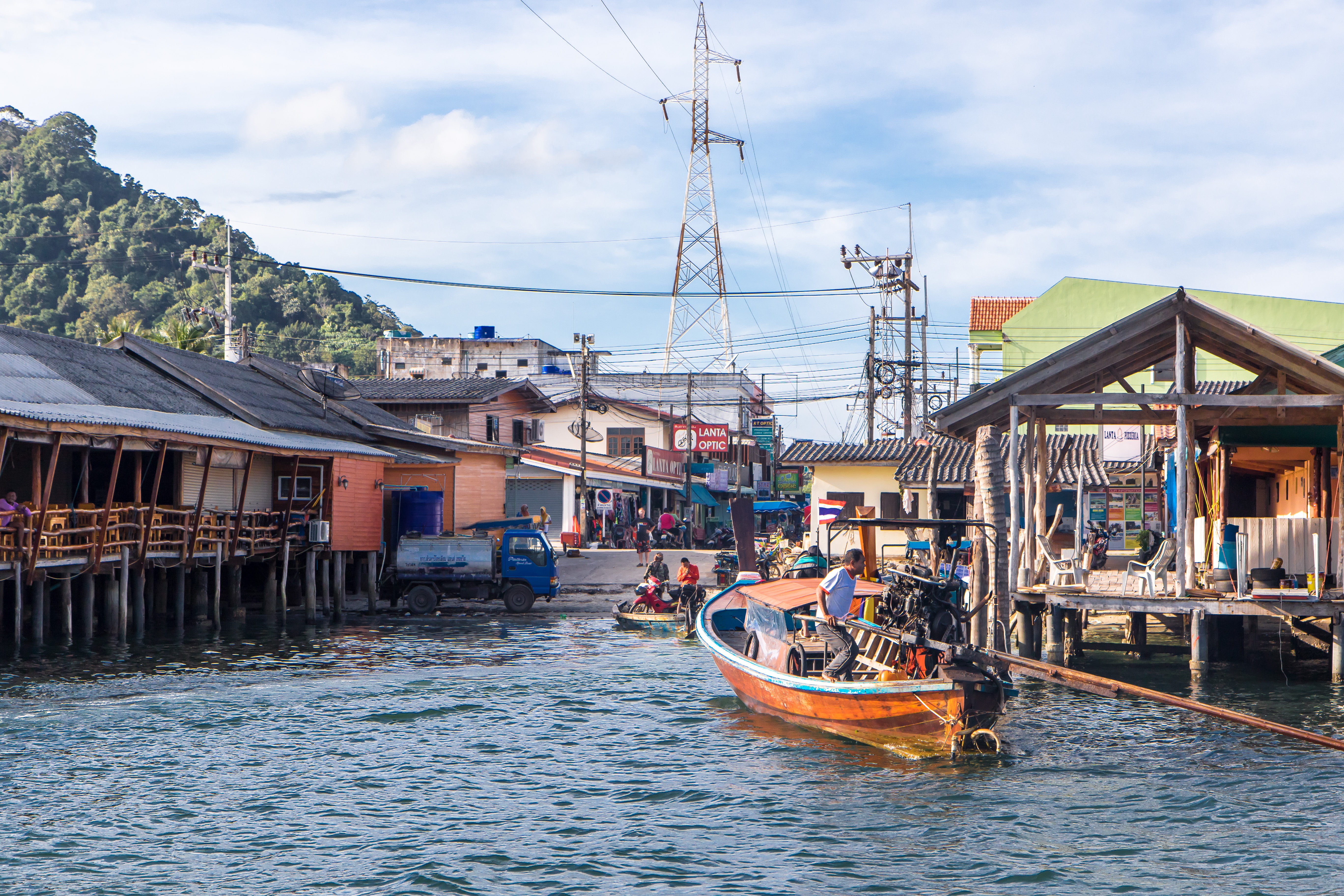
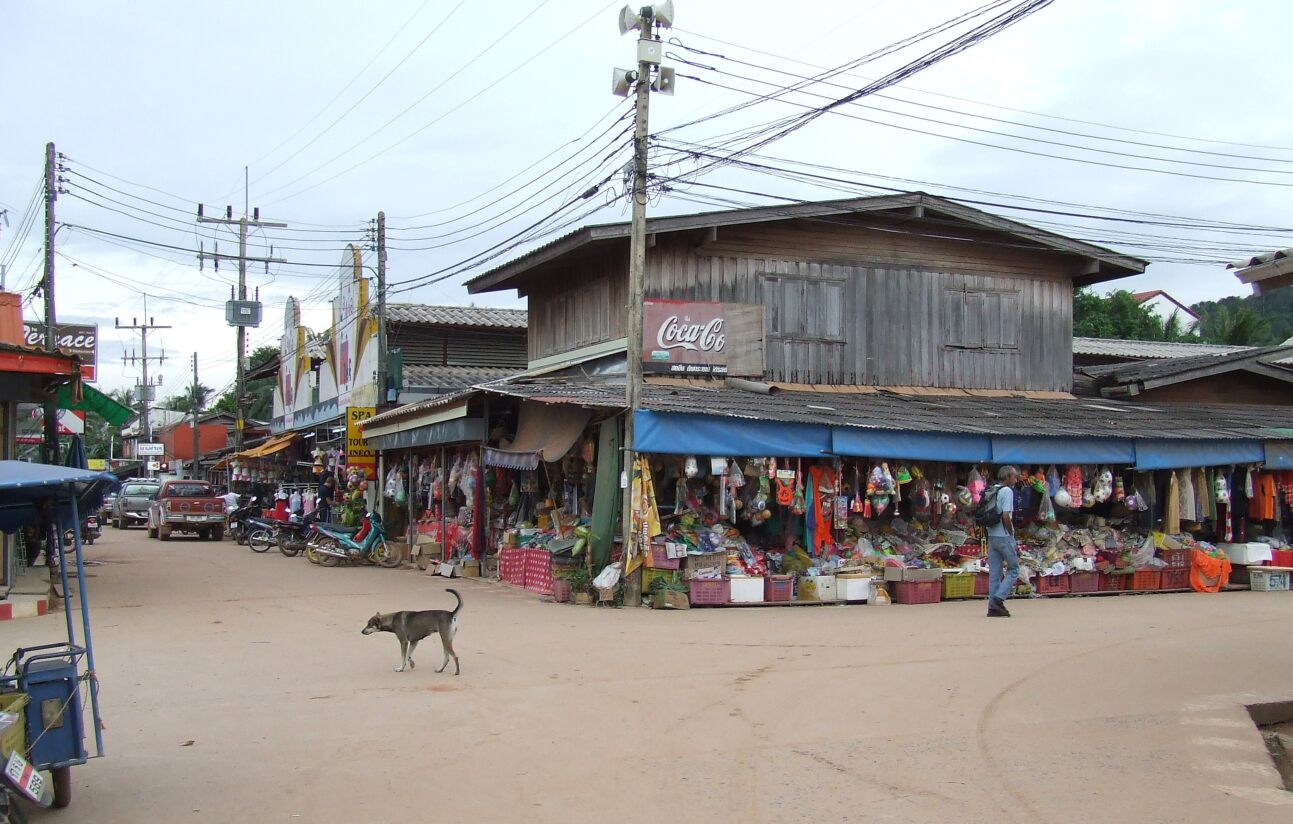
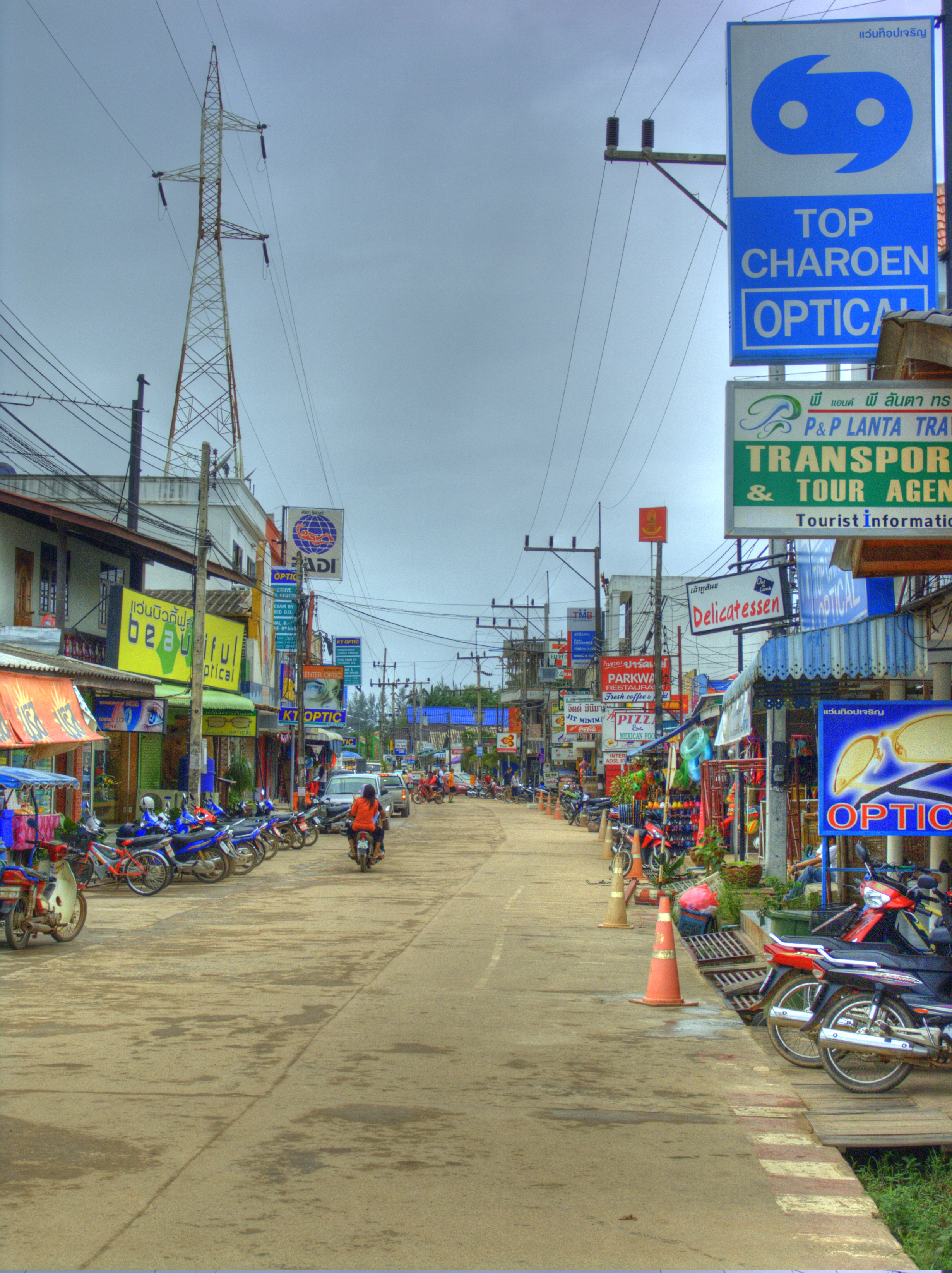
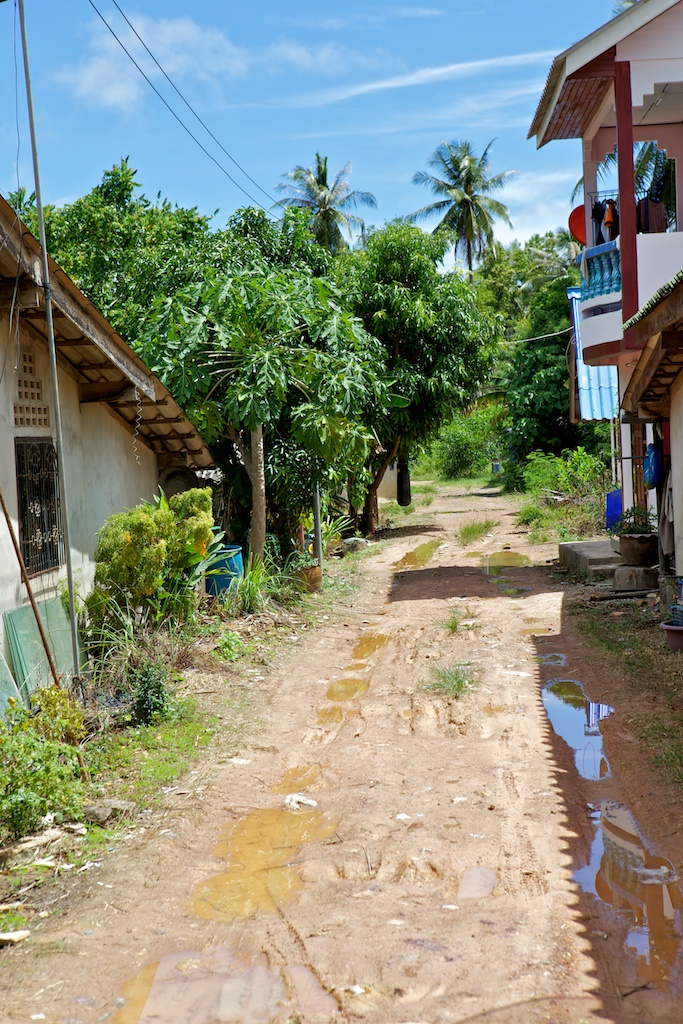

- Lanta Old Town

## Émission française de télé-réalité
En 2001, la chaine de télévision française TF1 adapte pour la première fois l'émission Survivor qui a débuté sur les écrans suédois en 1997. Le tournage a lieu au sein du parc national de Mu Ko Lanta sur le petit archipel des îles de Ko Rok Nok et Ko Rok Nai situé à 26 km au sud de Ko Lanta Yai mais aussi dans le parc national de Hat Chao Mai à proximité, sur l'île de Ko Kradan,... D'où le nom donné à la version francophone de l'émission qui par la suite, sera tournée dans d'autres endroits tropicaux du monde en gardant cette appellation. En 2016, l'émission française revient dans la même région, tournant sa quinzième saison dans l'archipel de Ko Yao, situé dans la baie de Phang Nga, à proximité de Ko Lanta.